# OVERTURE (雑誌)
『OVERTURE』（オーバーチュア）は、徳間書店のアイドル×ファッションカルチャー雑誌。毎年3月、6月、9月、12月の季刊で発売。2020年3月26日発売の022号で休刊になった。

## コンセプト
「アイドル×ファッション」をテーマに、既存のアイドル誌とは異なるアプローチで「今のアイドル」を切り取る新感覚アイドルカルチャー誌。

## 特徴
ファッションシーンとサブカルチャーの視点からアイドルの魅力にアプローチしていくという特徴から、アイドルとファッションの融合を実現させた誌面となっている。

## 略歴
アイドル戦国時代と呼ばれた時期を越え幅広い層に定着しつつあるアイドルカルチャーを、既存のアイドル誌とは異なる新しい見せ方で伝えたいと考え、2014年10月3日創刊。創刊号の表紙は乃木坂46の白石麻衣が努め、全46ページにわたる乃木坂46の巻頭特集が組まれた。

## 表紙
| vol. | 表紙モデル           | 裏表紙モデル        |
| ---- | -------------------- | ------------------- |
| 001  | 白石麻衣             |                     |
| 002  | 西野七瀬             |                     |
| 003  | 私立恵比寿中学       |                     |
| 004  | 玉井詩織             |                     |
| 005  | 白石麻衣             |                     |
| 006  | 最上もが             |                     |
| 007  | 佐々木彩夏           |                     |
| 008  | 平手友梨奈・生駒里奈 |                     |
| 009  | ももいろクローバーZ  |                     |
| 010  | 平手友梨奈           |                     |
| 011  | 西野七瀬             |                     |
| 012  | 百田夏菜子           |                     |
| 013  | 渡邉理佐、渡辺梨加   |                     |
| 014  | 高城れに             |                     |
| 015  | 西野七瀬             |                     |
| 016  | 生田絵梨花           |                     |
| 017  | ももいろクローバーZ  |                     |
| 018  | 与田祐希             | 江籠裕奈            |
| 019  | 佐々木彩夏           | 下尾みう            |
| 020  | 山下美月             | 齊藤なぎさ          |
| 021  | ももいろクローバー   | 上坂すみれ          |
| 022  | 齋藤飛鳥             | ももいろクローバーZ |

## 連載
- OVERGIRL
- うに推し
- アイドル勝負弁当
- 鋼鉄の偶像歌謡原論
- NEW IDOL CHINEMA PARADISO
- If she is wearing a New Era?
- & KISHIMOTO